# Сан-Сенон
Сан-Сенон (исп. San Zenón) — город и муниципалитет на севере Колумбии, на территории департамента Магдалена.

## История
Поселение, из которого позднее вырос город, было основано в 1750 году. Муниципалитет Сан-Сенон был выделен в отдельную административную единицу в 1904 году.

## Географическое положение

МуниципалитетСан-Сенон

Город расположен в южной части департамента, на правом реки Магдалена, на расстоянии приблизительно 221 километра к юго-юго-западу (SSW) от Санта-Марты, административного центра департамента Магдалена. Абсолютная высота — 19 метров над уровнем моря.

Муниципалитет Сан-Сенон граничит на востоке и юго-востоке с территорией муниципалитета Сан-Себастьян-де-Буэнависта, на севере — с муниципалитетом Пихиньо-дель-Кармен, на западе — с муниципалитетом Санта-Ана, на юго-западе — с территорией департамента Боливар. Площадь муниципалитета составляет 233 км².

## Население
По данным Национального административного департамента статистики Колумбии, совокупная численность населения города и муниципалитета в 2015 году составляла 9107 человек.
Динамика численности населения муниципалитета по годам:
| 2005 | 2006 | 2007 | 2008 | 2009 | 2010 | 2011 | 2012 | 2013 | 2014 | 2015 |
| ---- | ---- | ---- | ---- | ---- | ---- | ---- | ---- | ---- | ---- | ---- |
| 8904 | 8922 | 8940 | 8959 | 8978 | 8998 | 9019 | 9040 | 9062 | 9084 | 9107 |

Согласно данным переписи 2005 года мужчины составляли 52,1 % от населения Сан-Сенона, женщины — соответственно 47,9 %. В расовом отношении белые и метисы составляли 96,9 % от населения города; негры, мулаты и райсальцы — 3 %; индейцы — 0,1 %.
Уровень грамотности среди всего населения составлял 74,1 %.

## Экономика
67,8 % от общего числа городских и муниципальных предприятий составляют предприятия торговой сферы, 28,8 % — предприятия сферы обслуживания, 3,4 % — промышленные предприятия.